# Attila Vári
Attila Vári (Budimpešta, 26. veljače, 1976.) je mađarski vaterpolist.
Sudjelovao je na OI 2000. i 2004., na kojima je osvojio dva zlatna odličja.
Počeo se natjecati i u modernom petoboju, ali trkački dio ga je izmorio. 
Kao mlađi, obožavao je plivati, pa je odlazio trenirati u susjedstvu. 
Nadimka je Doki.
Prvi nastup za Mađarsku je imao 1997. godine.